# Xanthorhoe cerasina
Xanthorhoe cerasina là một loài bướm đêm trong họ Geometridae.